# Rodolfo Quezada Toruño
Rodolfo Ignacio Cardenal Quezada Toruño (Ciudad de Guatemala, Guatemala, 8 de marzo de 1932 - Ciudad de Guatemala, Guatemala, 4 de junio de 2012) fue arzobispo primado emérito de la arquidiócesis de Santiago de Guatemala. Nació el 8 de marzo de 1932 en Ciudad de Guatemala. Fue ordenado sacerdote el 21 de septiembre de 1956, y fue hecho cardenal 21 de octubre de 2003. Falleció el 4 de junio de 2012.

## Estudios
Realizó sus estudios primarios y secundarios en el Colegio San José de los Infantes para graduarse a la edad de 17 años con el título de bachiller en ciencias y letras.
Estudió filosofía en el Seminario de San José, de la ciudad de San Salvador en El Salvador. Posteriormente, obtuvo su licenciatura en teología en 1959, en la Universidad de Innsbruck (Austria). Cursó estudios en la Pontificia Universidad Gregoriana de Roma, donde consiguió su doctorado en derecho canónico en 1962. Habló castellano, inglés, latín, francés, italiano y alemán.

## Sacerdocio
Fue ordenado el 21 de septiembre de 1956 en Guatemala. Fue coadjutor en la Parroquia del Sagrario de la catedral metropolitana. Fue luego asignado Vicecanciller de la arquidiócesis. Se desempeñó como defensor del vínculo matrimonial en el tribunal arquidiocesano. Ocupó el cargo de asesor tanto de la Juventud Estudiantil Católica (JEC) cuanto de la Acción Católica Universitaria (ACUR). Además, pastor universitario y pastor de San Miguel de Capuchinas; párroco del santuario de Guadalupe, capellán de Su Santidad el 18 de agosto de 1968. Ocupó el cargo de Rector del Seminario Conciliar de Santiago, en Guatemala, y del Seminario Nacional Mayor de la Asunción en el mismo país. Por otra parte, fue profesor de derecho canónico en el Instituto Teológico Salesiano, de ética en la Escuela de Servicio Social de la Universidad de San Carlos de Guatemala; de derecho canónico en la facultad de derecho de la Universidad Rafael Landivar. Todas estas cátedras tuvieron lugar en Guatemala. Posteriormente, en 1967, fue numerario académico de la Academia de Geografía e Historia de Guatemala. Finalmente, fue miembro correspondiente de la Academia de Historia de España, El Salvador, Honduras, Costa Rica, República Dominicana, Argentina, Venezuela y Uruguay.

## Episcopado

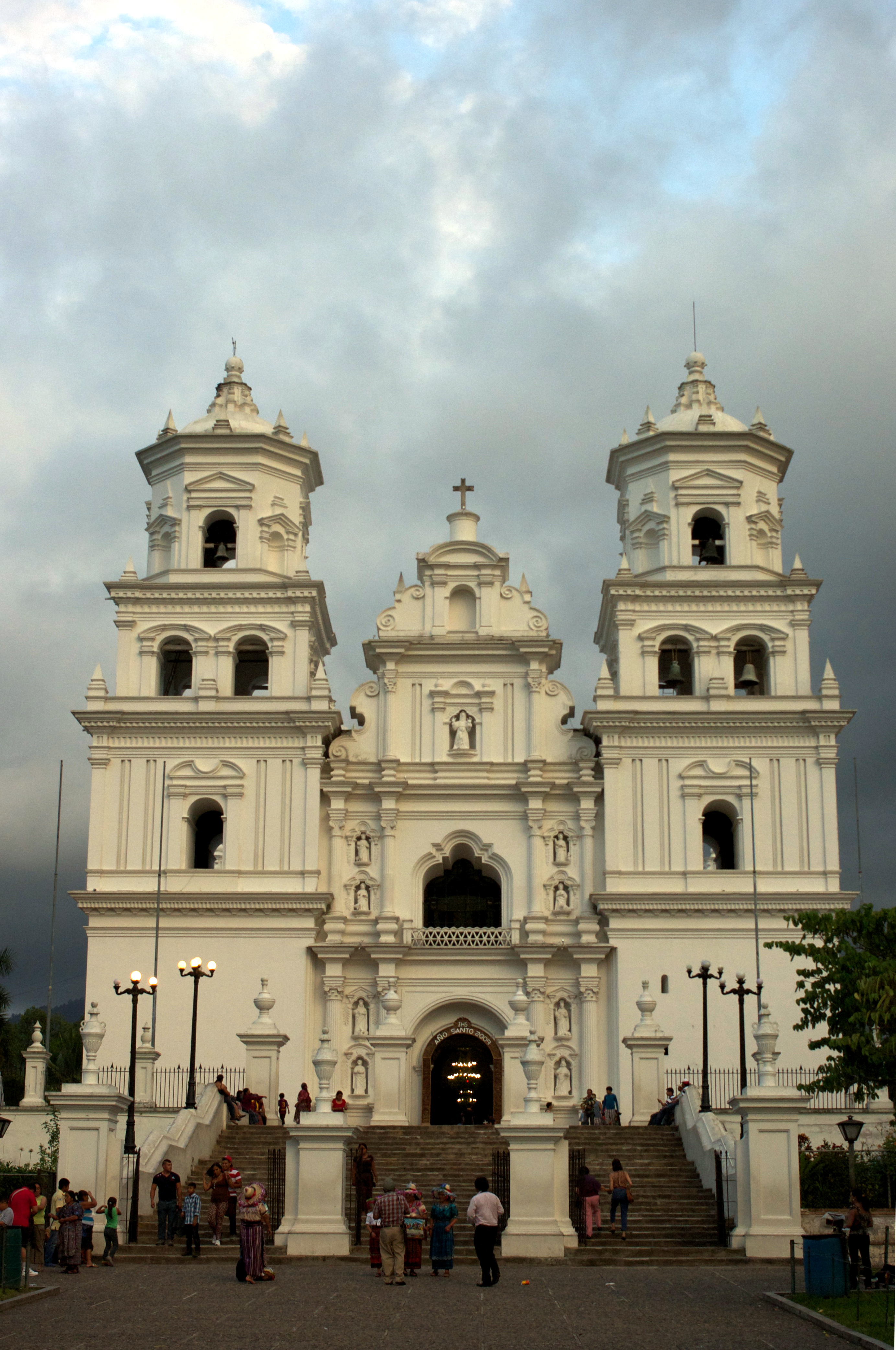
Basílica de Esquipulas; Quezada Toruño fue Prelado del Santo Cristo de Esquipulas a partir de 1986.

Elegido Obispo titular de Gadiaufala y nombrado auxiliar de Zacapa el 5 de abril de 1972. Consagrado en Guatemala el 13 de mayo de 1972 por Girolamo Prigione, arzobispo titular de Lauriaco, nuncio en Guatemala. Designado coadjutor de Zacapa con derecho de sucesión el 11 de septiembre de 1975. Asistió a la III Conferencia General del Episcopado Latinoamericano, realizada en Puebla, México, entre el 27 de enero y el 13 de febrero de 1979. Sucedió en la sede de Zacapa el 16 de febrero de 1980. Seis años más tarde, el 24 de junio de 1986, fue nombrado prelado de Santo Cristo de Esquipulas. Asistió a la VII Asamblea Ordinaria del Sínodo de Obispos, en la Ciudad del Vaticano, en octubre de 1987. Entre 1988 y 1992 fue Presidente de la Conferencia Episcopal de Guatemala. Jugó un papel determinante en llevar a su término la guerra civil que azotó su país por 36 años. Junto con el obispo Juan Gerardi, el futuro Cardenal era miembro de la Comisión Nacional de Reconciliación, y entre 1987 y 1993 fue su presidente. Asimismo, fue el conciliador oficial entre el gobierno y las guerrillas de la Unidad Nacional Revolucionaria de Guatemala entre 1990 y 1994. El proceso de paz llegó a su fin en 1996. Fue también presidente de la Asamblea de la Sociedad Civil en 1994. Cuatro años más tarde (1998), fue nombrado presidente de la Fundación Casa de la Reconciliación (el Obispo Gerardi fue asesinado en abril de 1998). Fue promovido a la sede metropolitana de Guatemala el 19 de junio de 2001.

## Cardenalato

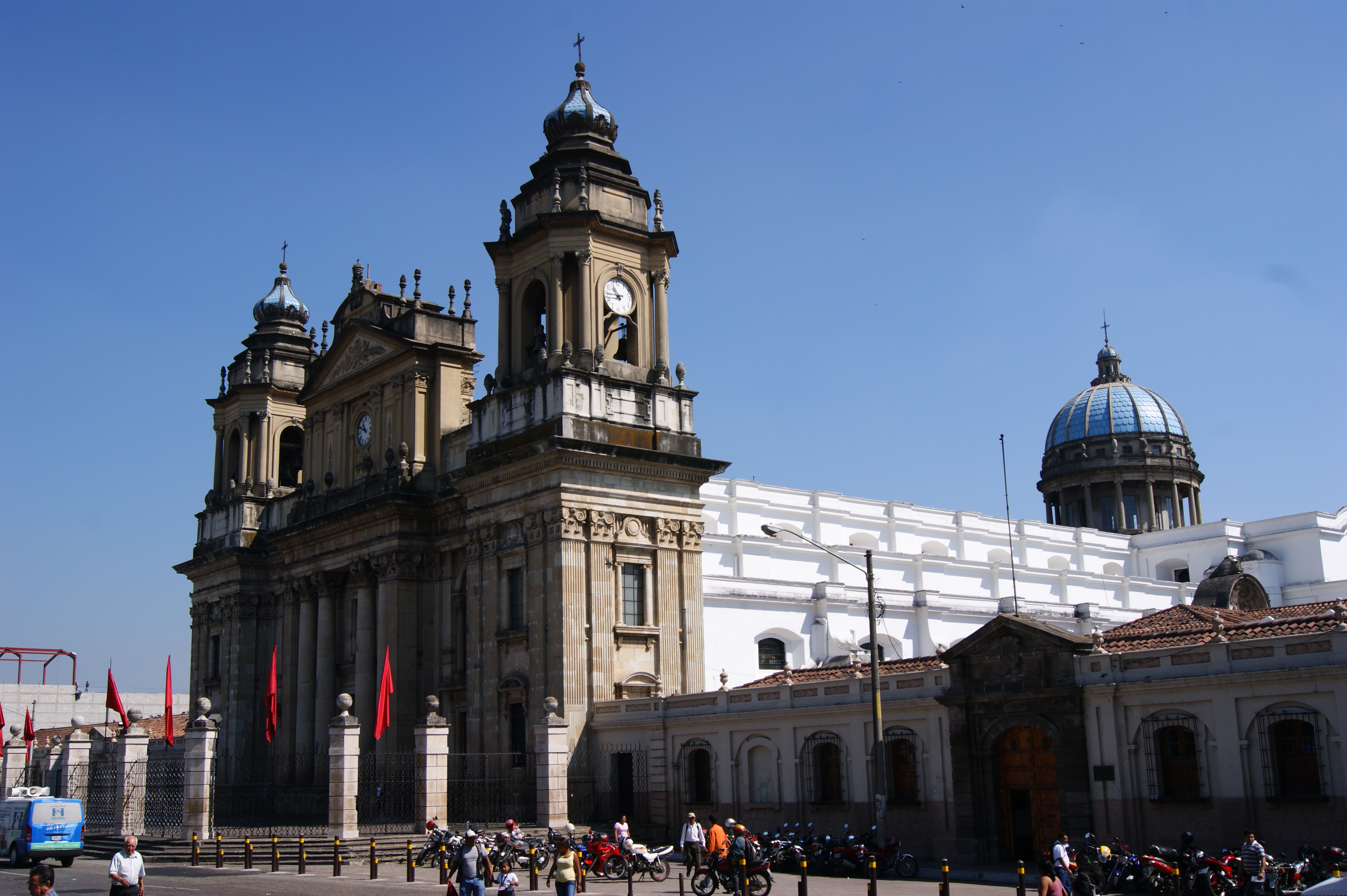
Catedral Metropolitana de Guatemala. Quezada Toruño fue Arzobispo de Guatemala entre 2001 y 2010.

Creado Cardenal sacerdote en el Consistorio del 21 de octubre de 2003. Recibió la birreta roja y el título de S. Saturnino el 21 de octubre de 2003. Presidente del II Congreso Americano Misionero, Guatemala, 25 a 30 de noviembre de 2003. Electo presidente de la Conferencia Episcopal de Guatemala, 31 de enero de 2004. Participó en el cónclave del 18 y 19 de abril de 2005.
En la Curia Romana fue miembro del Pontificio Consejo para la Cultura y de la Comisión para América Latina.
El 2 de octubre de 2010, el Papa Benedicto XVI aceptó la renuncia al gobierno pastoral de la arquidiócesis de Guatemala, que en su momento presentó el Cardenal Quezada en conformidad al canon 401. Además, para sucederlo el mismo Papa nombró a Mons. Oscar Julio Vian Morales anterior arzobispo metropolitano de Los Altos como nuevo arzobispo metropolitano de Guatemala. El nuevo arzobispo, Oscar Julio Vián Morales, fue consagrado el 4 de diciembre de 2010, en la Catedral Metropolitana de Guatemala por el Nuncio de Su Santidad, Paul Richard Gallagher.

## Muerte
Falleció el 4 de junio de 2012 a las 06:00 horas en el hospital Hermano Pedro de la ciudad de Guatemala debido a una obstrucción intestinal relacionada con un cáncer que padecía. Su sepelio fue el día 8 de junio, y está enterrado en la Capilla del Apóstol Santiago en la Catedral Metropolitana de Guatemala.